# Favia maxima
Espèce
Statut CITES
Favia maxima est une espèce de coraux appartenant à la famille des Faviidae. Selon WoRMS, cette espèce n'est pas valide et correspond à Dipsastraea maxima Veron, Pichon & Wijsman-Best, 1977.